# Roter Bellefleur
Der Rote Bellefleur (auch: Malmedy und weitere Synonyme) ist eine alte Sorte des Kulturapfels (Malus domestica).

## Beschreibung
Die mittelgroßen Äpfel sind rund, abgeflacht und häufig etwas unregelmäßig gebaut. Ihre Maße werden mit 68 bis 78 mm Breite und 50 bis 60 mm Höhe angegeben. Die glatte, glänzende Schale hat eine gelblich-grüne Farbe und trägt auf der Sonnenseite eine gestreifte bis verwaschene intensiv hellrote, selten dunkelrote Deckfarbe. Feine braune Schalenpunkte sind in unterschiedlicher Anzahl über die Schale verteilt. Das Fruchtfleisch ist gelblich-weiß, süßlich bis würzig und mittelmäßig saftig. Die Äpfel duften nur schwach. Der Stiel sitzt in einer weiten, mitteltiefen Höhle, die häufig berostet ist.
Die Früchte sind Mitte September bis Ende Oktober pflückreif und eignen sich von Dezember bis etwa April–Mai zum Verzehr.

## Verwendung
Der Baum wächst langsam und bildet eine große, gleichmäßige, kugelförmige Krone. Er gedeiht auch auf schlechteren Böden und in frostgefährdeten Höhenlagen. Der Baum trägt reichlich und ist widerstandsfähig gegen Krankheiten und Schädlinge. Als Unterlage ist die Sorte nicht empfehlenswert. Sie ist diploid und ein guter Pollenspender. Sie blüht sehr spät, merklich später als die meisten anderen Apfelsorten und trägt daher im Volksmund auch den Namen Siebenschläfer. In Mittelhessen existiert eine regionale, gleichnamige Apfelsorte, die jedoch nicht mit dem Roten Bellefleur identisch ist.
Die Sorte kann als Wirtschaftsapfel und Tafelapfel genutzt werden.

## Züchtungen und Geschichte
Der Ursprung der Sorte wird in Holland vermutet. Die Sorte wurde bereits im Jahre 1760 beschrieben. In Rheinland-Pfalz ist die Sorte sehr verbreitet.